# Knattspyrnusamband Íslands
Knattspyrnusamband Íslands är Islands fotbollsförbund, som bildades 1947. Förbundet finns i Reykjavik, vid Laugardalsvöllur, och gick med i Fifa och Uefa 1954. De organiserar den isländska fotbollsserien Úrvalsdeild, och har också hand om de isländska herr- och damlandslagen i fotboll. Förbundet har sin bas i Reykjavik.